# Antoni Prusiński
Antoni Prusiński (ur. 25 czerwca 1925 w Częstochowie, zm. 22 września 2017 w Łodzi) – polski neurolog.

## Życiorys
Pod kierunkiem E. Hermana uzyskał I i II stopień specjalizacji z neurologii, a w roku 1960 uzyskał stopień doktora nauk medycznych. W 1963 roku został kierownikiem Katedry i Kliniki Neurologii Akademii Medycznej w Łodzi, którą prowadził przez 32 lata. W 1974 został profesorem nadzwyczajnym, a w 1984 profesorem zwyczajnym. Opublikował około 125 prac badawczych, 45 pozycji książkowych. Był członkiem Zarządu Międzynarodowego Towarzystwa Bólów Głowy. Uczestniczył w pracach nad międzynarodową klasyfikacją bólów głowy w 1987–1988. Napisał monografie: Bóle głowy (1973), Migrena (1980), Zawroty głowy (1973), Klasterowy ból głowy (1992). Stworzył sekcję Migreny i Pokrewnych Bólów Głowy przy Polskim Towarzystwie Neurologicznym oraz Polskie Towarzystwo Bólów Głowy. W 1997 roku otrzymał tytuł doktora honoris causa Akademii Medycznej w Łodzi. Pochowany na łódzkim cmentarzu komunalnym Doły (kw. XII-20-4).